# Небигаст
Небигаст (лат. Nebigast) — вождь хамавов в середине IV века.

## Биография
После 350 года беспорядки, убийства императоров и гражданские войны в Римской империи привели к отступлению римских войск вдоль германского лимеса и вызвали вторжения местных племен — франков и алеманнов. Набеги на Нижнюю Германию хамавов, одного из племён из франкского союза, возглавил Небигаст, сын вождя. Он был разбит салическим франком Хариетто и попал в плен к римлянам. Позже император Юлиан Отступник заключил договор с франкскими вождями и произвёл обмен пленными, договорившись об уходе франков с римской территории. В числе пленных был Небигаст.
Среди историков нет единства по поводу личности Небигаста. Так, Годфруа Курт утверждал, что Небигастом был вождь хамавов, отцом захваченного в плен предводителя, а Кристиан Сеттипани считал, что Небигастом был сыном вождя. Возможно также, что отец и сын носили одно имя.
Жан-Пьер Поли выдвинул основанную на ономастике гипотезу о родственных связях между хамавом Небигастом и римским полководцем франкского происхождения Флавием Арбогастом, магистром армии с 385 по 394 год.

## Небиогаст в начале V века
Согласно Годфруа Курту, Константин III, став императором в 407 году, заключил договор с франками, двое из которых, Эдобих и Небиогаст заняли важные должности в его армии. Эдобих и Небиогаст должны были защищать берега Рейна. Оба франкских военачальника потерпели поражение в 410 году от мятежника Геронтия, сторонника узурпатора Максима, и были убиты. Из историков о Небиогасте писали только Годфруа Курт и Франц Стаб, другие авторы упоминают одного Эдобиха. Исходя из хронологии Небиогаст не мог быть Небигастом середины IV века, но, возможно, был его близким родственником.